# Diastata dimidiata
Diastata dimidiata är en tvåvingeart som först beskrevs av Friedrich Georg Hendel 1913.  Diastata dimidiata ingår i släktet Diastata och familjen sumpskogsflugor. Inga underarter finns listade i Catalogue of Life.